# 카오스;헤드
《Chaos;HEAd》(カオスヘッド, 카오스;헤드)는 일본에서 2008년 4월 25일 윈도우용으로 발매한 5pb.원안, Nitro+발매의 컴퓨터 게임이다.
참고로, 본 작품의 기획초기 제목은 《기가로 매니악스(ギガロマニアックス)》였다.
2008년 10월부터 12월에 걸쳐 일본 현지에서 애니메이션이 방영되었으며 2009년 2월 26일에는 엑스박스 360으로 이식되어 《카오스;헤드 노아》(カオスヘッド ノア)라는 타이틀로 발매되었다.

## 용어
뉴 제네레이션의 광기(ニュージェネレーションの狂気)
시부야에서 일어나고 있는 이해 불가능한 연쇄사건의 통칭.「뉴제네」라고도 부른다.
기가로 매니악스(ギガロマニアックス)
망상을 현실로 영향시킬 수 있는 능력의 사람.
집단 다이브(集団ダイブ)
뉴제네 첫 번째 사건. 시부야 코네리아스 타워에서 일어난 집단 투신자살. 고교생 5인이 건물 옥상에서 투신하여 추락사하였다. 유서가 없고 유족들도 동기를 알지 못한다.
임신남(妊娠男)
뉴제네 두 번째 사건.
뱀파이어(ヴァンパイ屋)
뉴제네 4번째 사건. 시부야역에서 발생한 살인사건.
노타린(ノータリン)
뉴제네 5번째 사건.
DQN퍼즐(DQNパズル)
뉴제네 7번째 사건.
게로카에룬(ゲロカエルん)
휴대폰 스트랩에도 달려있는 개구리 마스코트. 현재 시부야에서 인기 상품이다.
엔파이아 스위퍼 온라인(エンパイア・スウィーパー・オンライン)
줄여서「엔스」. 타쿠미나 크림이 열중하는 온라인 게임. 플레이중에 채팅도 가능하다.

## 등장인물
니시죠 타쿠미(일본어: 西條 拓巳) - 성우：요시노 히로유키
이 게임의 주인공. 사립 스이메이학원 2년생. 하지만 "3차원 여자에겐 흥미가 없다." 라든지, 통학을 포함하여 최저한도로 외출을 하는 등, 흔히 말하는 히키코모리이다.
사키하타 리미(일본어: 咲畑 梨深) - 성우：키타무라 에리
메인 히로인. 장군이 예언한 사건 현장에 스이메이 학원 제복을 입은 모습으로 서있던 수수께끼의 소녀.
아오이 세나(일본어: 蒼井 セナ) - 성우：나바타메 히토미
사립 스이메이학원 3년생. 쿨한 성격에 학교에는 별로 오지 않고 거의 매일 시부야의 거리를 배회하고 있다.
쿠스노키 유아(일본어: 楠 優愛) - 성우：타카하시 치아키
사립 스이메이학원 3년생. 누구에게나 경어를 사용하는 상냥한 성격.
오리하라 코즈에(일본어: 折原 梢) - 성우：츠지 아유미
사립 스이메이학원 2년생. 덤벙걸. 울보. 말이 없음.
키시모토 아야세(일본어: 岸本 あやせ) - 성우：사카키바라 유이
사립 스이메이학원 2년생.「FES」라는 이름으로 인기 밴드「판타즘」의 보컬로서 활동하고 있다.
니시죠 나나미(일본어: 西條 七海) - 성우：미야자키 우이
주인공의 여동생으로 사립 스이메이학원 1년생.
장군(일본어: 将軍) - 성우：요나가 츠바사
넷상에서 타쿠미의 앞에 나타난 수수께끼의 인물.
미스미 다이스케(일본어: 三住大輔) - 성우：오노 다이스케
사립 스이메이학원 2년생. 타쿠미와는 동급생이면서 친구.
반 야스지(일본어: 判 安二) - 성우：이치죠 카즈야
스와 마모루(일본어: 諏訪 護) - 성우：야스무라 마코토
그림(일본어: グリム)
타쿠미의 인터넷 상의 친구. 엔스의 파티 동료중 한명. 매일 같이 채팅을 하고, 뉴제네 사건에 대해 이야기를 나누게 되었다.
모모세 카츠코(일본어:  百瀬 克子) - 성우：마츠모토 하나코
신용조사회사「프리시아」사장.
세이라 오르젤(일본어: 星来 オルジェル) - 성우：토모나가 아카네
애니메이션「블러드 튠 THE ANIMATION」의 히로인. 츤데레.
타카시나 후미오(일본어: 高科 史男) - 성우：이시다 아키라
과거 타쿠미의 주치의였던 정신과 의사.
하즈키 시노(일본어: 葉月 志乃) - 성우：아오키 노리코
AH도쿄종합병원 정신과의 간호사.
하타노 잇세이(일본어: 波多野 一成) - 성우：하마다 켄지
아오이 세나의 아버지
노로세 겐이치(일본어: 野呂瀬 玄一) - 성우：미야케 켄타
정부의 중요인물이며, 또한 노조미 테크놀로지의 사장.
쿠라모치 유다이(일본어: 倉持 雄大) - 성우：오가타 미츠루
텐세이신코카이회(天成神光会)의 교주.
이노하나 코조(일본어: 猪鼻 康三) - 성우：쿠스미 나오미
일본 중의원을 맡고 있다.

## 스탭
- 기획 : 5pb.
- 원화 : 마츠오 유키히로(5pb.)
- 시나리오 : 하야시 나오타카(5pb.)
- 캐릭터 디자인 : 사사키 무츠미
- 프로덕트 디자인 : CHOCO
- 주제가 : 시쿠라 치요마루
- 음악 : 5zizz

## 주제가
오프닝테마 『Find the blue』
작사·작곡: 시쿠라 치요마루, 편곡: 이소에 토시미치, 노래: 이토 카나코
엔딩테마 『グラジオール』
작사: 시쿠라 치요마루, 작·편곡: 林達志, 노래: 판타즘(FES cv사카키바라 유이)
엔딩테마『クライ』
작사: 江幡育子, 작·편곡: 이소에 토시미치, 노래: 이토 카나코
엔딩테마『Desire blue sky』
作詞：江幡育子, 작·편곡: 이소에 토시미치, 노래: 이토 카나코
삽입곡 『罪過に契約の血を』
작사: 시쿠라 치요마루, 작·편곡: 林達志, 노래: 판타즘(FES cv사카키바라 유이)

## TV 애니메이션
카오스;헤드-CHAOS;HEAD-(カオス;ヘッド -CHAOS;HEAD-)라는 제목으로 2008년 10월부터 12월까지 방영.

### 스탭
- 감독 : 이시야마 타카아키
- 시리즈 구성·각본 : 이노우에 토시키
- 캐릭터 원안 : 사사키 무츠미
- 캐릭터 디자인 : 시마무라 히데카즈
- 음향 감독 : 나카지마 토시히코
- 음향 제작 : 테크노 사운드
- 음악 : tOkyO
- 애니메이션 제작 : 매드하우스

### 주제가
오프닝 테마「F.D.D.」
노래:이토 카나코
엔딩 테마「Super Special」
노래:카가미 세이라